# Мамин, Владимир Фёдорович
Влади́мир Фёдорович Ма́мин (27 декабря 1925 — 11 февраля 2003) — советский передовик производства. Токарь-расточник Пензенского завода вычислительных электронных машин Министерства электронной промышленности СССР. Герой Социалистического Труда (1971).

## Биография
Родился 27 декабря 1925 года в городе Пенза в рабочей семье.
С января 1943 года, в период Великой Отечественной войны, после окончания Пензенского железнодорожного училища, в возрасте семнадцати лет, В. Ф. Мамин  начал свою трудовую деятельность в должности фрезеровщика на Пензенском часовом заводе и проработал на нём до конца войны. 
С 1946 года начал работать токарем-расточником на Пензенском заводе счётно-аналитических машин (с 1963 года — Пензенский завод электронно-вычислительных машин). Будучи высочайшим профессионалом и мастером-расточником В. Ф. Мамину доверяли самые сложные расточные работы, будучи рационализатором, занимался совершенствованием своего станочного оборудования и инструментов, что позволяло ему многократно перевыполнять производственные задания и при этом выполнять их с высоким качеством.
29 июля 1966 года Указом Президиума Верховного Совета СССР «за большие производственные показатели и отличие в труде»  Владимир Фёдорович мамин был награждён Орденом Трудового Красного Знамени.
С 1966 по 1970 годы, задание восьмой пятилетки В. Ф. Маминым было выполнено за три года. В 1967 году к пятидесятилетию Октябрьской революции, В. Ф. Мамину  было присвоено почётное звание — «Почётный ветеран труда»,  в 1970 году за отличие в труде он был удостоен звания — «Лучший по профессии». 
26 апреля 1971 года «закрытым» Указом Президиума Верховного Совета СССР «за выдающиеся заслуги в выполнении пятилетнего плана, создании новой техники и развитии электронной промышленности»  Владимир Фёдорович Мамин был удостоен звания Героя Социалистического Труда с вручением Ордена Ленина и золотой медали «Серп и Молот».
Помимо основной деятельности В. Ф. Мамин занимался и общественно-политической и просветительской деятельностью: более двадцати человек было им обучено профессии токаря-расточника, свой богатый опыт через Пензенский областной профсоюз он преподавал для работников предприятий и организаций города Пенза и области, а также избирался депутатом Пензенского городского Совета депутатов трудящихся. 
После выхода на заслуженный отдых жил в городе Пенза.

## Награды
- Медаль «Серп и Молот» (26.04.1971)
- Орден Ленина (26.04.1971)
- Орден Трудового Красного Знамени (29.07.1966)